# James B. Utt

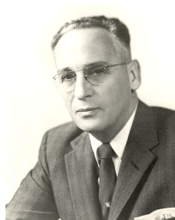
James B. Utt

James Boyd Utt (* 11. März 1899 in Tustin, Kalifornien; † 1. März 1970 in Bethesda, Maryland) war ein US-amerikanischer Politiker. Zwischen 1953 und 1970 vertrat er den Bundesstaat Kalifornien im US-Repräsentantenhaus.

## Werdegang
James Utt besuchte die öffentlichen Schulen seiner Heimat und das Santa Ana Junior College. Danach arbeitete er in der Landwirtschaft und im Anbau von Zitrusfrüchten. Gleichzeitig schlug er als Mitglied der Republikanischen Partei eine politische Laufbahn ein. Zwischen 1932 und 1936 gehörte er der California State Assembly an. Von 1936 bis 1952 arbeitete er für die Staatsregierung von Kalifornien als Steuerschätzer. Nach einem Jurastudium an der University of Southern California und seiner 1947 erfolgten Zulassung als Rechtsanwalt begann er zusätzlich in diesem Beruf zu arbeiten.
Bei den Kongresswahlen des Jahres 1952 wurde Utt im damals neu eingerichteten 28. Wahlbezirk von Kalifornien in das US-Repräsentantenhaus in Washington, D.C. gewählt, wo er am 3. Januar 1953 sein neues Mandat antrat. Nach acht Wiederwahlen konnte er bis zu seinem Tod am 1. März 1970 im Kongress verbleiben. Seit 1963 vertrat er dort den ebenfalls neu geschaffenen 35. Distrikt seines Staates. In diese Zeit fielen unter anderem der Kalte Krieg, der Beginn des Vietnamkrieges und die Bürgerrechtsbewegung. Utt war ein extrem konservativer Abgeordneter. So forderte er erfolglos den Austritt der Vereinigten Staaten aus der UNO und lehnte die Bürgerrechtsgesetzgebung ab. Er behauptete, in Kuba würden Afrikaner ausgebildet, um in die USA einzufallen. Im Jahr 1964 unterstützte James Utt den erfolglosen Präsidentschaftswahlkampf von Barry Goldwater. Er starb an den Folgen eines Herzanfalls im Bethesda Naval Hospital.